# Hans Bär (der Ältere)

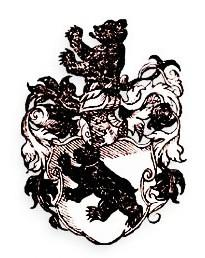
Wappen der Bär zu Basel

Hans Bär (auch Baer oder Ber) der Ältere (* um 1440 im elsässischen Zabern; † 11. November 1502 in Basel) war ein  Tuchhändler, Wechsler, Zunftmeister und Ratsherr. in der Schweizer Stadt Basel.
Er war Mitglied der Basler Herrenzünfte zum Schlüssel und zu Safran. In der Safranzunft bekleidete er das Amt des Zunftmeisters.

## Familie
Der Vater von Hans Bär hiess ebenfalls Hans. Er lebte in Zabern im Elsass (weitere Angaben über seine Eltern sind nicht überliefert).
Um 1467 heiratete Hans Bär eine Tochter (Vorname nicht überliefert) Lupfried (* um 1450; † um 1480) von Theobald Lupfried (* um 1420) und Maria Phunser. Sie hatten sechs Kinder.
Magdalena (* 1467; † 1511), Franz (* um 1470; † 1543), Katharina (* um 1470; † ?), Hans (* um 1475; † 1515), Ludwig (* 1479; † 1554), Maria (* um 1480; † um 1511).
In 2. Ehe war Hans Bär seit 1484 mit Anna Eberler „genannt Grünenzweig“ (* um 1450; † 1506) verheiratet. Sie war eine Tochter des Mathis (Matthias) Eberler „genannt Grünenzweig“ (* um 1420; † 1482), Sensal und Anna Peiger (* um 1432; † 1478). Sie hatten acht Kinder.
Barbara (* um 1485; † 1534), Bonaventur (* um 1485; † 1522), Anna (* um 1490; † um 1533), Helena (* um 1490; † 1815), Elisabeth (* um 1490; † 1558), Verena (* um 1490; † 1537), Hieronymus (* um 1490; † 1514), Ambros (* um 1490; † ?).
Ein Sohn von Hans Bär war der Tuchhändler, Ratsherr und Bannerherr Hans Bär (* um 1475; gefallen 1515) er war mit Barbara Brunner verheiratet. Seit 1507 waren er und seine Frau Eigentümer des Basler Hauses „zum goldenen Falken“ (Freie Strasse 9).
Sein Sohn Ludwig Bär (* 1479; † 1554) war Theologe und Humanist.
Sohn Hieronymus Bär (* um 1490; gefallen 1514) stiftete um 1504 gemeinsam mit seinem Halbbruder Hans Bär zwei Fenster der Gästekammer der Kartause Kloster St. Margarethental in Kleinbasel.

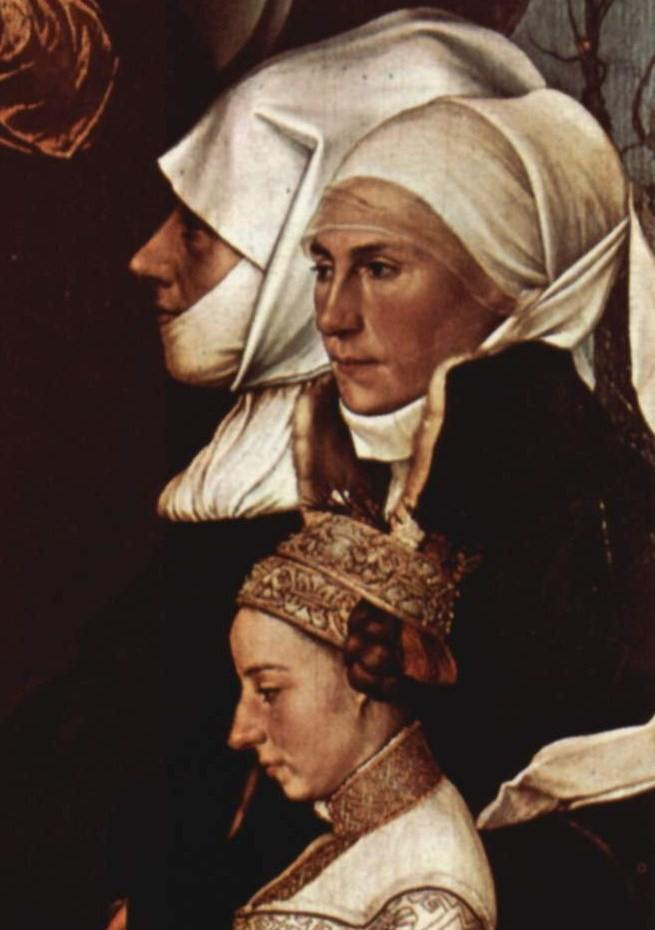
Profilansicht, mit weisser Haube und Kinnband: Magdalena Meyer zum Hasen geborene Bär († 1511), daneben im Halbprofil Dorothea Meyer zum Hasen geborene Kannengiesser, seit 1513 die zweite Ehefrau Jakob Meyer zum Hasens. Unten deren 1513 geborene Tochter Anna Meyer zum Hasen

Seine Tochter Magdalena Bär (* 1467; † 1511) heiratete mit Jakob Meyer zum Hasen (* 1482; † 1531) einen einflussreichen Mann. Magdalena war zuvor schon mit zwei gesellschaftlich hoch stehenden Baslern verheiratet gewesen und konnte Meyer zum Hasen den Zugang zu wirtschaftlich einflussreichen Personen der Stadt ermöglichen. Er bekleidete von 1516 bis 1521 das Amt des Basler Bürgermeisters. Den Aufstieg ihres Ehemannes konnte Magdalena nicht miterlebten, sie starb 1511. Ihre Grabplatte befindet sich in der Basler Kirche St. Martin. 1526/28 verewigte Hans Holbein der Jüngere die Tochter Hans Bärs auf dem heute als Darmstädter Madonna bekannten Gruppenbild, das Meyer zum Hasen in Auftrag gegeben hatte. Jakob Meyer zum Hasen verband sich mit seinem Neffen mütterlicherseits Hans Gallizian (* 1472; † 1524) zu einer Handelsgesellschaft, betätigte sich als Verleger für den Erzbischof von Besançon und spekulierte mit Immobilien. 1513 heiratete er Dorothea Kannengiesser.
Tochter Elisabeth Bär (* 1490; † 1537) war mit dem Gewürzhändler und Basler Ratsherrn Johann Lucas „Lux“ Iselin (* 1486; † 1560) verheiratet. Sie hatten 10 Kinder. Sohn  Johann Ulrich Iselin (* 1520; † 1564), war Professor der Rechte in Basel und Vater des Juristen und Rektors der Basler Universität Ludwig Iselin (* 1559, † 1612). Dieser war der Neffe und Haupterbe des Basilius Amerbach (* 1533; † 1591).
Tochter Helena Bär (* um 1490; † 1558) war die erste Ehefrau des Junkers Bernhard Meyer zum Pfeil (* 1488; † 1558), Tuchhändler, Geheimer Staatsrat und Gesandter des Kantons Basel sowie 1548 bis 1558 Bürgermeister zu Basel. Militärisch hatte er den Rang eines Bannerherrn.

## Herkunft
Hans Bär entstammte einem elsässischen Geschlecht. Sein Vater hiess ebenfalls Hans. Er stammte aus Zabern, welches damals zum Römisch-Deutschen Reich gehörte. Es wird angenommen, dass Vater Hans nach 1453 gestorben sei (weitere Daten sind nicht überliefert). Erst 1468 erhielt sein, aus Zabern stammender Sohn, Hans Bär das Basler Bürgerrecht.
Anna Eberler „genannt Grünenzweig“ war eine Tochter des Mathis (Matthias) Eberler „genannt Grünenzweig“ (* um 1420; † 1482) und der Anna Peiger (* um 1432; † 1478). Annas Bruder Nikolaus Ebeler „genannt Grünenzweig“ war Schultheiss zu Baden AG (1501). Er war der letzte männliche Nachkomme. Nach seinem Tod am 15. September 1531 erlosch das Geschlecht der Eberler „genannt Grünenzweig“ im Mannesstamm. Die Eberler, seit Beginn des 15. Jahrhunderts mit dem Zusatz „genannt Grünenzweig“, waren ursprünglich jüdischen Glaubens und kamen aus Colmar. 1362 wurden die Eberler erstmals in Basel erwähnt. Auf Grund angeblicher Blasphemie wurden sie 1377 ausgewiesen. Bis zu ihrer Rückkehr im 1393 waren die Eberler zum [[Christentum{christlichen]] Glauben konvertiert. Schon nach kurzer Zeit erreichten sie in Zünften und Räten bedeutende Stellungen.

## Wirken

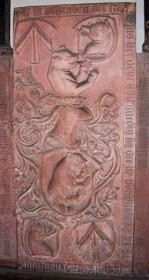
Grabstein Hans Bärs des Älteren, 1502, Basler Münster

Hans Bär war Kaufmann und Geldwechsler. Seinem Gewerbe entsprechend war er seit 1465 in der Zunft zu Safran. 1468 erhielt der aus Zabern stammende Bär das Basler Bürgerrecht. Ab 1471 war er auch Zunftbruder in der Zunft zum Schlüssel. In der Safranzunft wurde Hans Bär 1485 zum Zunftmeister gewählt. Im Getreidehandel aktiv, erwarb er Häuser an der Pfluggasse und an der Weissen Gasse und baute sie zu einem grossen Kornlager um. Bär wirkte als Prokurist des Geldwechslers Hans Zscheckenbürlin. Dadurch wurde er 1474 in dessen Münzbetrugsaffäre hineingezogen. Eine Festnahme erfolgte, allerdings wurde er ohne Urteil bald wieder freigelassen.
Hans Bär gehörte das Haus „zum Kardinal“ (früher „zum roten Hut“ genannt), nahe zum Basler Marktplatz. 1487 erwarb er das Nachbarhaus „zum Venix“. Durch einen Umbau wurden die Häuser zu einem einzigen Anwesen vereinigt, welches als Stammhaus genutzt wurde (Freie Strasse 36). Als Hans Bär senior 1502 starb, wurde sein Sohn Hans Bär der Jüngere einer der Hauserben. 1502 malte Hans Herbst (1470–1552) den Grabstein für Hans Bär den Älteren.